# Fernand-Étienne Rimbert
Pour les articles homonymes, voir Rimbert.
Fernand-Étienne Rimbert, né le 30 septembre 1869 à Dieppe et décédé le 23 mai 1940 à Évreux, était un armateur normand, maire de Dieppe du 21 septembre 1910 au 16 mai 1925 et député du 11 mai 1924 au 31 mai 1936 sous les couleurs des Radicaux indépendants puis du Parti républicain, radical et radical-socialiste.

## Biographie
Fils d'Étienne Rimbert, négociant en vins et maire de Dieppe de 1884 à sa mort, Fernand-Étienne Rimbert devint un riche armateur du port cauchois et un membre de la chambre de commerce de la ville.
En 1898, il entre au conseil municipal et au conseil d'arrondissement et devient maire de la ville de Dieppe en 1910 à la tête d'une liste baptisée liste républicaine des intérêts dieppois. Durant la Première Guerre mondiale, il rejoint l'armée comme officier d'administration laissant la gestion communale à ses adjoints Bénoni Ropart et Maurice Thoumyre. En 1919, l'industriel et maire de la commune d'Arques, Robert Thoumyre, lui est préféré pour figurer sur la liste d'union républicaine lors des élections législatives. Réélu de justesse au conseil d'arrondissement, il est également réélu maire de Dieppe. 
En 1924, il est élu député sur une liste d'union des gauches mais en 1925 est battu aux élections municipales de Dieppe. 
Lors des élections législatives de 1928, marquées par un nouveau mode de scrutin, il est élu député de la première circonscription de Dieppe sous l'étiquette radicale avec 72 % des voix. Il bénéficie en fait du retrait au second tour de la candidature d'Henri Chiroye,le maire de Dieppe, ce qui fait qu'il se retrouve seul face à un candidat du parti communiste français. Il est de nouveau réélu en 1932. À la chambre, il est membre de nombreuses commissions comme celles de l'administration générale, départementale et communale, celle de la marine marchande et celle des boissons ; il fut également entre autres le rapporteur de la loi sur la sécurité de la navigation. Il fut aussi membre de la commission d'enquête parlementaire sur l'affaire Stavisky.
En 1936, il renonce à se représenter à la chambre. Son siège est repris par Lucien Galimand. Il décède quatre ans plus tard à Évreux âgé de 70 ans.

## Sources
- Jean-Pierre Chaline, Anne-Marie Sohn, Pierre Ardaillou : Dictionnaire des parlementaires de Haute-Normandie sous la Troisième République, 1871-1940, Université de Rouen, 2000, 349 p.
- « Fernand-Étienne Rimbert », dans le Dictionnaire des parlementaires français (1889-1940), sous la direction de Jean Jolly, PUF, 1960 [détail de l’édition]